# Vincent Marcel Deconchy
Vincent Marcel Deconchy ou de Conchy, né le 21 janvier 1768 à Guiscard dans l'Oise et mort le 26 août 1823 à Pampelune, en Espagne, est un général français de la Révolution et de l’Empire.

## Biographie

### Guerres de la Révolution française
Il entre au service en qualité de sous-lieutenant au 56e régiment d'infanterie en avril 1792, et se trouve au bombardement de Lille par les Prussiens du 29 septembre au 9 octobre de la  même année. En 1793, il assiste au siège et à la bataille d'Anvers, au combat devant Tiremont le 16 mars, à la bataille de Nerwinde le 18, à celle de la Montagne-de-fer, livrée en avant de Louvain le 22, et fait toute la retraite de Belgique avec Dumouriez. Nommé adjoint aux adjudants-généraux le 1er mai, il prend part aux batailles des 8 et 9 mai, entre Valenciennes et Saint-Amand. En l'an II, il passe à l'état-major du général Pichegru, se trouve à l'affaire du 7 floréal, à la bataille de Mont-Cassel le 10, au combat de Pont-Chartrain, à la bataille devant Courtrai le 15 floréal, à celles des 28 et 29, au siège d'Ypres, à la bataille de Rousselaër en prairial et au combat d'Oudenarde le 17 messidor. Incorporé dans la 3e demi-brigade d'infanterie le 26 du même mois, il assiste le lendemain à l'attaque du canal de Malines puis aux sièges de Crèvecœur et de Bois-le-Duc en vendémiaire an III. Chargé, lors du passage des fleuves de la Hollande, et malgré l'infériorité de son grade, du commandement d'une avant-garde de trois compagnies de grenadiers, il s'empare le 7 nivôse an III de la petite place de Bommel après en avoir chassé le régiment d'Hohenlohe et fait quelques prisonniers. Il passe ensuite le Waal et prend l'artillerie qui en défend le passage.
Lieutenant dans sa demi-brigade le 14 germinal, mais toujours détaché à l'état-major général, et compris dans l'organisation de la 37e demi-brigade le 27 pluviôse an V, il quitte le quartier-général le 14 vendémiaire an V, pour entrer en qualité de lieutenant adjudant-major dans la 54e demi-brigade de bataille, alors en Hollande. Capitaine adjudant-major le 14 vendémiaire an VII, il est nommé le 17 fructidor aide de camp du général Boudet, employé dans la république batave, et se trouve aux affaires des 3e jours complémentaires an VII et 10 vendémiaire an VIII. À la bataille de Castricum le 14 du même mois, il se met à la tête de deux escadrons de hussards hollandais, et charge un régiment de dragons anglais qu'il disperse, et auquel il enlève toute son arrière-garde. Le même jour en conduisant un bataillon à la charge, il fait prisonnier de sa main un officier anglais. Cette conduite lui mérite le grade de chef de bataillon sur le champ de bataille. De retour à Paris avec son général, il prend part aux événements des 18 et 19 brumaire. Aide de camp du général de division Dupont le 14 germinal, il suit l'armée de réserve en Italie, combat à Marengo, assiste au passage du Mincio et à la bataille de Pozzolo.

### L'Empire
Membre de la Légion d'honneur le 25 prairial an XII, il fait ensuite les campagnes des ans XIII, XIV et 1806 aux camps de Saint-Omer et de Montreuil, ainsi qu'au 6e corps de la Grande Armée. Présent au combat d'Haslach, près d'Ulm, et à celui de Diernslein, il est créé major du 56e régiment de ligne le 16 mai 1806, et rejoint le dépôt de ce corps à Alexandrie (Piémont) dans le courant de la même année. Colonel en second le 31 mars 1809, il organise la 16e demi-brigade provisoire et la conduit à l'armée d'Allemagne. En janvier 1810, il obtient le commandement provisoire du 25e régiment d'infanterie légère au 6e corps d'Espagne, et arrive à Salamanque en mai 1810. Nommé officier de la Légion d'honneur le 6 août, à la suite des affaires de Rodrigo et d'Almeida, il devient colonel titulaire du régiment le 17 septembre, et le commande sans interruption pendant quatre campagnes consécutives.
Passé en Portugal, il forme l'arrière-garde avec son régiment, et a à soutenir des combats très-vifs à la bataille de Redinha, à Santa Cruz et à Four ; le maréchal Ney, souvent témoin de sa résistance pendant les 31 jours que dure cette retraite, lui fait plusieurs fois des éloges. Dans la seule journée du 22 juillet 1812, il perd plus de 300 hommes, et son régiment eût été anéanti sans le sang-froid et la présence d'esprit avec lesquels il sut résister aux efforts de l'ennemi et profiter des moindres avantages que lui offre le terrain. Général de brigade le 8 février 1813, il a, avec le titre de baron de l'Empire, le commandement des troupes dans la province de Guipuscoa, et mission expresse de poursuivre avec activité les partisans espagnols. Par suite d'attaques habilement dirigées, il est parvenu à les expulser de la province, quand la bataille de Vitoria le force à se replier avec l'armée. il ramène sa brigade sans être entamée sur les bords de la Bidassoa, et est à la même époque autorisé à se rendre à Paris pour y rétablir sa santé.
À peine rétabli, il sollicite et obtient le 5 août l'autorisation de rejoindre l'armée d'Italie. Le 3 décembre, une colonne de 3 000 hommes d'infanterie et de 300 chevaux fait un mouvement pour couper ses communications avec le prince Eugène de Beauharnais. À cette vue, et sans se préoccuper de son infériorité numérique, il marche impétueusement à la rencontre de l'ennemi, le culbute sur tous les points et le force à repasser l'Adige à Rongo, après lui avoir tué 400 hommes et fait plus de 800 prisonniers. Le vice-roi le crée chevalier de la Couronne de fer. Le 24 janvier 1814, chargé de couvrir la droite de l'armée à l'embranchement de l'Adige et du Castagnero, il a à soutenir une double attaque dans cette position difficile, mais ayant prévenu et chargé l'ennemi à propos, il le force à faire retraite avec une perte considérable et reste maître des hauteurs qui assurent la position de l'armée française. Le 10 février, il a une affaire très-vive avec un corps autrichien de 6 000 hommes qu'il oblige encore à repasser l'Adige. Un armistice ayant été conclu entre les commandants des deux armées, le général Deconchy rentre en France avec un congé, le 23 avril, et se retire dans ses foyers.

### La Restauration
La Restauration le rappelle le 24 mai pour lui confier le commandement de la brigade formée à Paris des régiments du roi et de la reine (1er et 2e d'infanterie légère), le fait chevalier de Saint-Louis le 19 juillet, et commandeur de la Légion d'honneur le 29 du même mois. Il n'exerce aucune fonction pendant les Cent-Jours, est remis en activité dans la 1re division militaire le 11 août 1815, et successivement employé à l'inspection des corps d'infanterie dans différentes divisions militaires de 1816 à 1820. Nommé lieutenant-général le 21 avril 1821, chef de la 1re direction au ministère de la guerre le 1er mai, grand-officier de la Légion d'honneur le 13 décembre, membre du comité spécial et consultatif d'infanterie le 9 janvier 1822, et inspecteur général de son arme la même année. Il obtient le 7 février 1823, le commandement de la 7e division au 3e corps de l'armée des Pyrénées, et meurt à Berrioplano pendant le blocus de Pampelune le 26 août suivant.

## Distinction
Son cœur est conservé dans la crypte des Gouverneurs en la Cathédrale Saint-Louis des Invalides.

## Sources
- « Vincent Marcel Deconchy », dans Charles Mullié, Biographie des célébrités militaires des armées de terre et de mer de 1789 à 1850, 1852 [détail de l’édition]
- « Cote LH/683/84 », base Léonore, ministère français de la Culture
- Pierre Jullien de Courcelles, Dictionnaire historique et biographique des généraux français : depuis le onzième siècle jusqu'en 1822, Tome 4, l’Auteur, 1822, 380 p. (lire en ligne), p. 152.